# LiveScript
Cet article concerne le langage de programmation fonctionnelle qui se compile en Javascript. Pour le lanagage Javascript lui-même, voir Javascript.
LiveScript est un langage de programmation fonctionnel qui se compile en JavaScript. Il a été créé par Jeremy Ashkenas - également créateur de CoffeeScript - avec Satoshi Muramaki, George Zahariev, et bien d'autres. LiveScript a aussi été le premier nom de JavaScript durant une brève période dans les années 1990.

## Syntaxe
LiveScript est un descendant indirect de CoffeeScript. Le programme hello world suivant est écrit en LiveScript, mais est également compatible avec CoffeeScript : 
```
hello
 
=
 
->

  
console
.
log
 
'hello, world!'

```

Si l'appel d'une fonction peut se faire avec des parenthèses vides, hello(), LiveScript traite le point d'exclamation comme une abréviation à un seul caractère pour les appels de fonctions avec zéro argument : hello!
LiveScript introduit un certain nombre d'autres idiomes spécifiques :

### Name mangling
Au moment de la compilation, l'analyseur LiveScript convertit implicitement la casse kebab (variables pointillées et noms de fonctions) en casse camel.
```
hello-world
 
=
 
->

  
console
.
log
 
'Hello, World!'

```

Avec cette définition, les deux appels suivants sont valables. Toutefois, il est recommandé d'utiliser la même syntaxe en tirets.
```
hello-world
!

helloWorld
!

```

Cela n'empêche pas les développeurs d'utiliser explicitement la casse camel ou d'utiliser la casse snake. Le nommage en pointillés est cependant courant en LiveScript idiomatiques.

### Tubes
À l'instar d'un certain nombre d'autres langages de programmation fonctionnels tels que F# et Elixir, LiveScript prend en charge l'opérateur pipe, |> qui transmet le résultat de l'expression à gauche de l'opérateur comme argument à l'expression à droite de celui-ci. Notez que dans F#, l'argument passé est le dernier argument, alors que dans Elixir, il est le premier.
```
"hello!"
 
|>
 
capitalize
 
|>
 
console
.
log

# > Hello!

```

### Opérateurs en tant que fonctions
Entre parenthèses, les opérateurs tels que not ou + peuvent être inclus dans les pipelines ou appelés comme s'ils étaient des fonctions.
```
111
 
|>
 
(
+
)
 
222

# > 333

(
+
)
 
1
 
2

# > 3

```